# 横猫蛛
横猫蛛（学名：Oxyopes transitus）为猫蛛科猫蛛属的动物。在中国大陆，分布于甘肃等地。该物种的模式产地在甘肃。